# Mesothen cosmosomoides
Mesothen cosmosomoides là một loài bướm đêm thuộc phân họ Arctiinae, họ Erebidae.